# Petelo Wakalina
Petelo Wakalina (né le 3 avril 1933 à Futuna et mort le 2 février 1982) est un athlète français, spécialiste du lancer du javelot.

## Biographie
Petelo Wakalina remporte deux titres de champion de France du lancer du javelot en 1966 et 1968.
Il a été quinze fois international.

### Palmarès
- Championnats de France d'athlétisme : 2 fois vainqueur du lancer du javelot en 1966 et 1968.
- Champion du monde militaire en 1966 avec un jet de 80,16 m. (voir Le dictionnaire de l'athlétisme par R. Parienté).
- Vainqueur du javelot des Jeux du Pacifique Sud de 1966 à Nouméa.

### Records
| Épreuve           | Performance | Lieu | Date |
| ----------------- | ----------- | ---- | ---- |
| Lancer du javelot | 80,16 m     |      | 1966 |